# Mehrsprachiges Kinderbuch
Unter mehrsprachigen Kinderbüchern versteht man Bücher für Kinder, die eine Geschichte in zwei oder mehreren Sprachen parallel in einer Buchausgabe erzählen, manchmal ergänzt durch eine mehrsprachige CD oder DVD.
Seit den 2000er Jahren erschienen zunehmend  zwei- und mehrsprachige Kinderbücher auf dem deutschen Buchmarkt. Diese Entwicklung trägt Rechnung der sich verändernden Gesellschaft, in der Migranten und zwei- bzw. mehrsprachige Familien eine immer größere Rolle spielen. Während die kindliche Bilingualität (Mehrsprachigkeit) bis in die 1970er Jahre hinein als "Überforderung" betrachtet wurde, wird sie heutzutage als ein positiver Faktor in der kognitiven und emotionalen Entwicklung der Kinder angesehen.
Vor allem kleinere Verlage engagieren sich auf dem Gebiet der Mehrsprachigkeit. Kinderbücher in mehreren Sprachenkombinationen werden aber auch zunehmend von den Großen der Verlagsbranche, wie z. B. dem Langenscheidt-Verlag, entdeckt.
- Amiguitos – Sprachen für Kinder
- Edition Orient
- Edition bi:libri
- Moritz Verlag
- Nord Süd Verlag
- Olms Junior
- SchauHoer Verlag
- Schulbuchverlag Anadolu